# Convent de clausura de Monges Carmelites
El Convent de Clausura de Monges Carmelites, actual Casa de Cultura, fou un convent situat al carrer Major, 91 en el municipi de Manises. És Bé de Rellevància Local amb identificador nombre 46.14.159-004. Es va construir als anys 1926-27.